# Grums IK
Grums IK är en idrottsklubb i Grums i Sverige. Klubben startades 1920.  I fotboll har klubben spelat i Sveriges tredje högsta division. 
Man började spela ishockey 1944.  I ishockey spelade klubben elva säsonger i Sveriges högsta division under 1950 och 60-talen. 1955 vann Grums IK ungdoms-SM i ishockey och 1959 vann man brons i högsta serien. Som många andra mindre föreningar så tvingar ekonomin att man spelar på en lägre nivå. Föreningen har dock ett gott rykte som en av Sveriges bästa plantskolor för ishockeyspelare genom tiderna. Ishockeylaget spelar för närvarande i division ett, driver ett hockeygymnasium och har juniorlag på hög nationell nivå.

## Ishockey

### 1940-talet
Grums IK började med ishockey 1944 då Nisse Wendel från Forshaga IF besökte Grums och gav klubben en första lektion. Det byggdes en ishockeyrink bakom det västra fotbollsmålet på hemmaplanen Billevi, där en halvmeter hög sarg byggs samt att det placeras strålkastare i varje hörn. Den första match laget spelade var mot IF Nyedshov, det blev förlust i premiären. De första åren använde sig laget av bandyspelare från Slottsbrons IF. Efter några år  började spelare specialisera sig på enbart ishockey. Med god skridskokultur som många års bandyspel gett, gjorde Grums IK ganska snabbt framsteg i den nya sporten. År 1945 deltog Grums IK i seriespel för första gången, det blev en improviserad serie som inte hann färdigspelats. Året efter, 1946, deltar man i seriespel i division III. Man vinner serien och klarar kvalet till division II genom seger mot Degerfors. Under året så byggs också sargen upp till fullhöjd. Läktare byggs av järnvägsslipers och pråmplank från Billeruds sågverk i Grums. Första säsongen i division II går inte så bra, man degraderas direkt och för börja om nästa säsong i division III.
Men det var under slutet av 1940-talet som det verkligen tog fart och klubbens storhetstid fick sin början, först så vann man Junior-DM säsongen 1948-49 mot Forshaga IF med 5-4 efter flera förlängningar. Detta var klubbens första titel. 
Grums IK:s juniorer var:
- Östen Johansson  (målvakt)
- Gunnar Segerman
- Gert Axelsson
- Nils-Åke Rosén
- Stig Waller
- Lars Karlsson
- Torsten "Hacko" Pettersson
- Arne Berg
- Ebbe Carlsson
- Åke Skååre
- Gösta Åcklander (ledare)

Man återtog också sin division II-status men det viktigaste som hände i slutet av 1940-talet var att klubben fick en ny spelade tränare i Klaes Lindström, han kom till Grums från AIK, med meriter från Tre kronors OS-lag från St. Moritz 1948, blev han en ovärderlig hjälp till det unga hockeylaget. Grums IK fick också sin första juniorlandslagsman när Stig Waller fick dra på sig Tre kronors tröja.

### 1950-talet
Säsongen 1949/50 vann Grums sin serie Division II västra B och fick kvala till division I. Motståndet var Västerås IK. Det här året räckte det inte till, men säsongen efteråt väntade återigen Division 1-kval, den här gången mot IFK Västerås. Den här gången gick det bättre och Grums IK nådde för första gången första säsongen högsta serien. Säsongen 1950-51 deltog Grums IK, Forshaga IF och IFK Bofors i en svensk-Norsk serie med tre norska lag, IF Mode, Gamlebyns IF och IF Templar. Där var det svensk dominans och de tre laget från Värmland placerade sig på de tre första platserna. Första säsongen i högsta serien, 1951/52 slutar i nedflyttning till division II. Säsongen efteråt kvalificerar man sig åter till kval till division 1, och återigen är det ett Västeråslag som står för motståndet, nämligen Västerås IK. Västerås vann första matchen hemma med 3-1, men i returen var det Grums som var starkast och vann med 5-2 och man var återigen tillbaka i division 1. Nu etablerade man sig i högsta serien och spelade kvar där under resten av 50-talet. Under säsongen 1952/53 fick föreningen sina första landslagsmän när Stig Waller och Lars Pettersson fick dra på sig Tre kronors tröja. Två år senare blev även Gunnar Segerman landslagsman. Säsongen 1955/56 var en händelserik sådan, man hamnar på en tredjeplats i division 1 södra, man möter också både Norges och Tjeckoslovakiens landslag, Hans Adrian vinner skytteligan med 17 mål i serien före Sven Tumba, Gunnar Segerman slutar på delad tredjeplats. Den 3 november 1956 invigs också den nya konstisbanan på Orrby, den sjätte i Sverige och ett rejält uppsving för klubben. Våren 1957 åkte man på en fjorton dagars Europaturné som sträckte sig till fyra länder, Tyskland, Schweiz, Italien och Frankrike, man spelade tio matcher och vann åtta av dem, väl hemma igen så ställdes man mot USA:s landslag och förlorade med 2-8. Säsongen efter, 1957/58 spelar man Spengler cup i Davos i Schweiz och passar då på att spela lite mer träningsmatcher, dels i Schweiz, men även i Berlin. Man får även hemma möta internationellt motstånd i form av Tjeckoslovakiens landslag. När så årtiondes sista säsong började så kom också SM-medaljen. Efter en bra säsong så lyckades man ta sig till slutspel som andraplacerade lag i Allsvenskan södra efter Djurgårdens IF, från den norra serien kom Leksands IF och Gävle GIK, efter två segrar i slutspelet, en mot Gävle och en mot Leksand, så slutade Grums IK på tredje plats och tog Värmlands första SM-medalj. Man avslutade säsongen med en turné i Tjeckoslovakien och att vinna sitt femte DM-tecken på sex år.

### Nutid
1971 försågs isbanan med ett så kallat barracudatält och man fick på så sätt tak över sin rink. Under 1970-talets fem första säsonger spelade man i Division II, som då verkligen var den andra divisionen i det svenska seriesystem. I och med seriereformen kom man att spela i Division I från säsongen 1975/76 vilket då var den nya andradivisionen efter att Elitserien skapats.
Säsongen 1978/1979 flyttades laget ner till Division II igen, vid denna tid var det den tredje högsta ligan. Där blev man kvar till 1985/1986. Under tiden (1983) invigdes nuvarande Billerudhallen. Efter att man lyckats ta sig upp följde fjorton raka säsonger i Division 1, 1998 tog man sig dessutom till Allsvenskan som vid denna tid var en slutspelsserie för division 1. Till säsongen 1999/2000 hade Allsvenskan brutits loss från Division 1 och blivit den nya andraligan för svensk ishockey och Grums kvalificerade sig till första säsongen, men man lyckades inte hålla sig kvar och flyttades ner till följande säsong och blev kvar i division 1 till säsongen 2006/2007 då man flyttades ner till division 2 som nu var rikets fjärde hockeydivision. Under de tio följande säsongerna kvalspelade man nio gånger till division 1 för att till slut lyckas ta sig tillbaka till Hockeyettan inför säsongen 2017/2018.
Grums IK Hockey bedriver ett populärt hockeygymnasium tillsammans med en skola i Karlstad. Man har lag i J20 Regional, J18 Regional och J18 Div 1. Trots begränsat antal barn på den förhållandevis lilla orten så har Grums IK ungdomslag i alla serier.

## Säsonger
Efter ha tagit upp ishockey på programmet tog det inte lång tid förrän Grums etablerat sig i Division II och snart även Division I. Sammanlagt spelade man elva säsonger i högsta serien och när man åkte ur var man länge ett topplag i Division II.
| Säsong    | Division                      | Placering | Kval/Playoff                                  |
| --------- | ----------------------------- | --------- | --------------------------------------------- |
| 1946/1947 | Division II Västra            | 6         | nerflyttade                                   |
| 1947/1948 | Division III Värmlandsgruppen | 1         | uppflyttade                                   |
| 1948/1949 | Division II Västra B          | 3         |                                               |
| 1949/1950 | Division II Västra B          | 1         | Kval: Utslagna av Västerås IK                 |
| 1950/1951 | Division II Västra B          | 1         | Kval: Besegrar IFK Västerås, uppflyttade      |
| 1951/1952 | Division I Södra              | 6         | nerflyttade                                   |
| 1952/1953 | Division II Västra B          | 1         | Kval: Besegrar Västerås IK, uppflyttade       |
| 1953/1954 | Division I Södra              | 4         |                                               |
| 1954/1955 | Division I Södra              | 3         |                                               |
| 1955/1956 | Division I Södra              | 3         |                                               |
| 1956/1957 | Division I Södra              | 3         |                                               |
| 1957/1958 | Division I Södra              | 5         |                                               |
| 1958/1959 | Division I Södra              | 2         | 3:a i Mästerskapsserien                       |
| 1959/1960 | Division I Södra              | 5         |                                               |
| 1960/1961 | Division I Södra              | 8         | nerflyttade                                   |
| 1961/1962 | Division II Västra B          | 1         | 1:a i kvalserien, uppflyttade                 |
| 1962/1963 | Division I Södra              | 7         | 8:a i kvalificeringsserien, nerflyttade       |
| 1963/1964 | Division II Västra B          | 1         | 2:a i kvalserien, uppflyttade                 |
| 1964/1965 | Division I Södra              | 8         | 4:a i södra kvalificeringsserien, nerflyttade |
| 1965/1966 | Division II Västra B          | 3         |                                               |
| 1966/1967 | Division II Västra B          | 3         |                                               |
| 1967/1968 | Division II Västra B          | 3         |                                               |
| 1968/1969 | Division II Västra B          | 2         |                                               |
| 1969/1970 | Division II Västra B          | 2         |                                               |
| 1970/1971 | Division II Västra B          | 2         |                                               |
| 1971/1972 | Division II Västra B          | 1         | 3:a i södra kvalserien                        |
| 1972/1973 | Division II Västra B          | 1         | 3:a i södra kvalserien                        |
| 1973/1974 | Division II Västra A          | 2         |                                               |
| 1974/1975 | Division II Västra            | 4         |                                               |
| 1975/1976 | Division I Södra              | 4         | Playoff: Utslagna av Björklöven               |
| 1976/1977 | Division I Södra              | 5         |                                               |
| 1977/1978 | Division I Västra             | 6         |                                               |
| 1978/1979 | Division I Västra             | 10        | nerflyttade                                   |

Under 1970-talet var klubbens storhetstid inom ishockey över och åren 1979–1985 spelade man i Division II som nu var tredjedivisionen.
| Säsong                              | Division            | Placering | Vårserie                  | Kval/Playoff                                           |
| ----------------------------------- | ------------------- | --------- | ------------------------- | ------------------------------------------------------ |
| 1985/1986                           | Division I Västra   | 6         | 4:a i fortsättningsserien |                                                        |
| 1986/1987                           | Division I Västra   | 9         | 7:a i fortsättningsserien |                                                        |
| 1987/1988                           | Division I Västra   | 5         | 7:a i fortsättningsserien | 1:a i kvalserien till Division I                       |
| 1988/1989                           | Division I Västra   | 7         | 2:a i fortsättningsserien | Playoff: Utslagna av Malmö                             |
| 1989/1990                           | Division I Västra   | 9         | 6:a i fortsättningsserien |                                                        |
| 1990/1991                           | Division I Västra   | 4         | 4 i fortsättningsserien   |                                                        |
| 1991/1992                           | Division I Västra   | 6         | 4:a i fortsättningsserien |                                                        |
| 1992/1993                           | Division I Västra   | 5         | 3:a i fortsättningsserien |                                                        |
| 1993/1994                           | Division I Västra   | 5         | 3:a i fortsättningsserien |                                                        |
| 1994/1995                           | Division I Västra   | 6         | 4:a i fortsättningsserien |                                                        |
| 1995/1996                           | Division I Västra   | 4         | 1:a i fortsättningsserien | Playoff: Besegrar Västervik, utslagna av Mora          |
| 1996/1997                           | Division I Västra   | 3         | 2:a i fortsättningsserien | Playoff: Utslagna av Tingsryd                          |
| 1997/1998                           | Division I Västra   | 2         | 7:a i Allsvenskan         |                                                        |
| 1998/1999                           | Division I Västra   | 5         | 3:a i fortsättningsserien | 1:a i Kval till nya Allsvenskan, uppflyttade           |
| 1999/2000                           | Allsvenskan         | 12        | 8:a i vårserien           | nerflyttade                                            |
| 2000/2001                           | Division 1 Västra B | 4         | 2:a i Allettan Västra     | 1:a i Förkval, 6:a i Kvalserien till Allsvenskan Södra |
| 2001/2002                           | Division 1 Västra B | 3         | 3:a i Allettan Västra     |                                                        |
| 2002/2003                           | Division 1 Västra B | 4         | 2:a i Allettan Västra     | 2:a i Förkval                                          |
| 2003/2004                           | Division 1 Västra B | 4         | 8:a i Allettan västra     | 1:a i Förkval, 6:a i Kvalserien till Allsvenskan       |
| 2004/2005                           | Division I Västra   | 2         |                           |                                                        |
| 2005/2006                           | Division 1E         | 4         |                           |                                                        |
| 2006/2007                           | Division 1E         | 9         | 6:a i vårserien           | 3:a i kvalgrupp E, nerflyttade                         |
| 2007–2017 spelade man i Division 2. |                     |           |                           |                                                        |
| 2017/2018                           | Hockeyettan Västra  | 9         | 4 i vårserien             |                                                        |
| 2018/2019                           | Hockeyettan Västra  | 5         | 10:a i Allettan Södra     |                                                        |
| 2019/2020                           | Hockeyettan Västra  | 3         | 10:a i Allettan Södra     |                                                        |
| 2020/2021                           | Hockeyettan Västra  | 9         | 7:a i Vårettan            | 4:a i kvalserien nedflyttade                           |

## Kända spelare från Grums IK
- Evert "Eje" Lindström -f.d.ishockeyspelare i Wifsta/Östrand
- Thomas Steen -f.d.ishockeyspelare i Leksand, Färjestad, Winnipeg Jets, Frankfurt Lions och Eisbären Berlin
- Juha Widing -f.d.ishockeyspelare i bl.a. GAIS, NY Rangers och Los Angeles Kings
- Dan Labraaten -f.d.ishockeyspelare i Leksand, Winnipeg Jets, Calgary Flames och Detroit Red Wings.
- Willy Lindström -f.d.ishockeyspelare i Frölunda, Winnipeg Jets, Edmonton Oilers, Pittsburg Penguins och Brynäs
- Ove Karlsson -f.d.ishockeyspelare i Västra Frölunda
- Peter Berndtsson -f.d.ishockeyspelare i bl.a. Färjestad och Västra Frölunda
- Jan Ingman -f.d.ishockeyspelare i Färjestad
- Peter Hagström -f.d.ishockeyspelare i Färjestad och MoDo
- Malte Steen -f.d.ishockeyspelare i Mora  och MoDo
- Pär Bäcker -f.d.ishockeyspelare i Färjestad och Djurgården
- Niclas Andersén -ishockeyspelare i KHL, Leksand, Brynäs
- Lennart Svedberg -f.d.ishockeyspelare i Timrå och Brynäs